# Coleophora rosaefoliella
Coleophora rosaefoliella é uma espécie de mariposa do gênero Coleophora pertencente à família Coleophoridae.